# Alouette du Kordofan
Mirafra cordofanica
Espèce
Statut de conservation UICN

 LC  : Préoccupation mineure
L'Alouette du Kordofan (Mirafra cordofanica) est une espèce de passereaux de la famille des Alaudidae.

## Répartition
Son aire fragmentée s'étend à travers le Sahel.

## Systématique
Le nom valide complet (avec auteur) de ce taxon est Mirafra cordofanica Strickland, 1852.